# Strandlust Vegesack

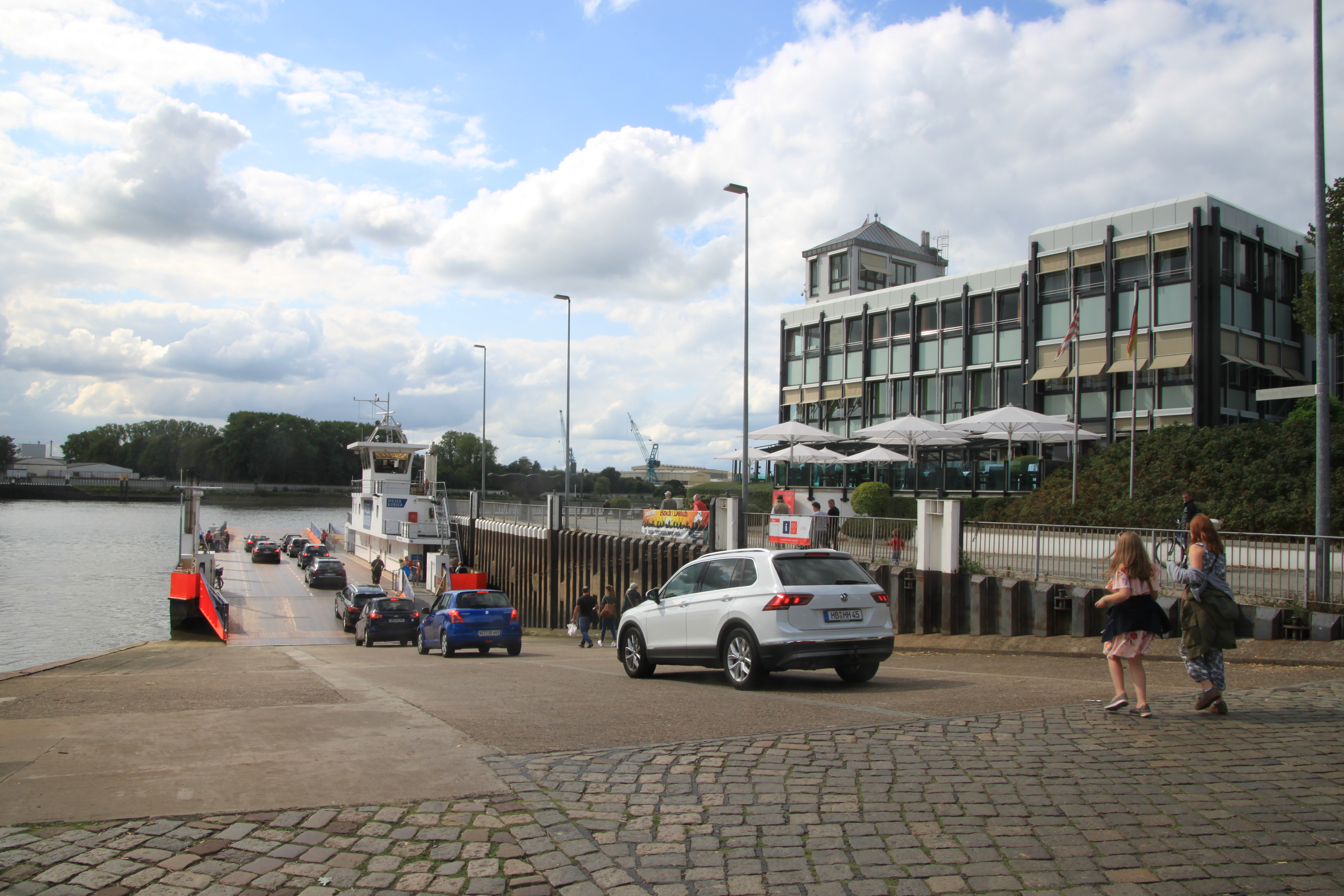
Rechts: Strandlust; Links: Fähranleger

Die Strandlust Vegesack in Bremen-Vegesack, Rohrstraße 11, direkt am Vegesacker Weserufer beim Fähranleger und Utkiek, ist ein historisches Restaurant mit Versammlungsstätte und Hotel.

## Geschichte

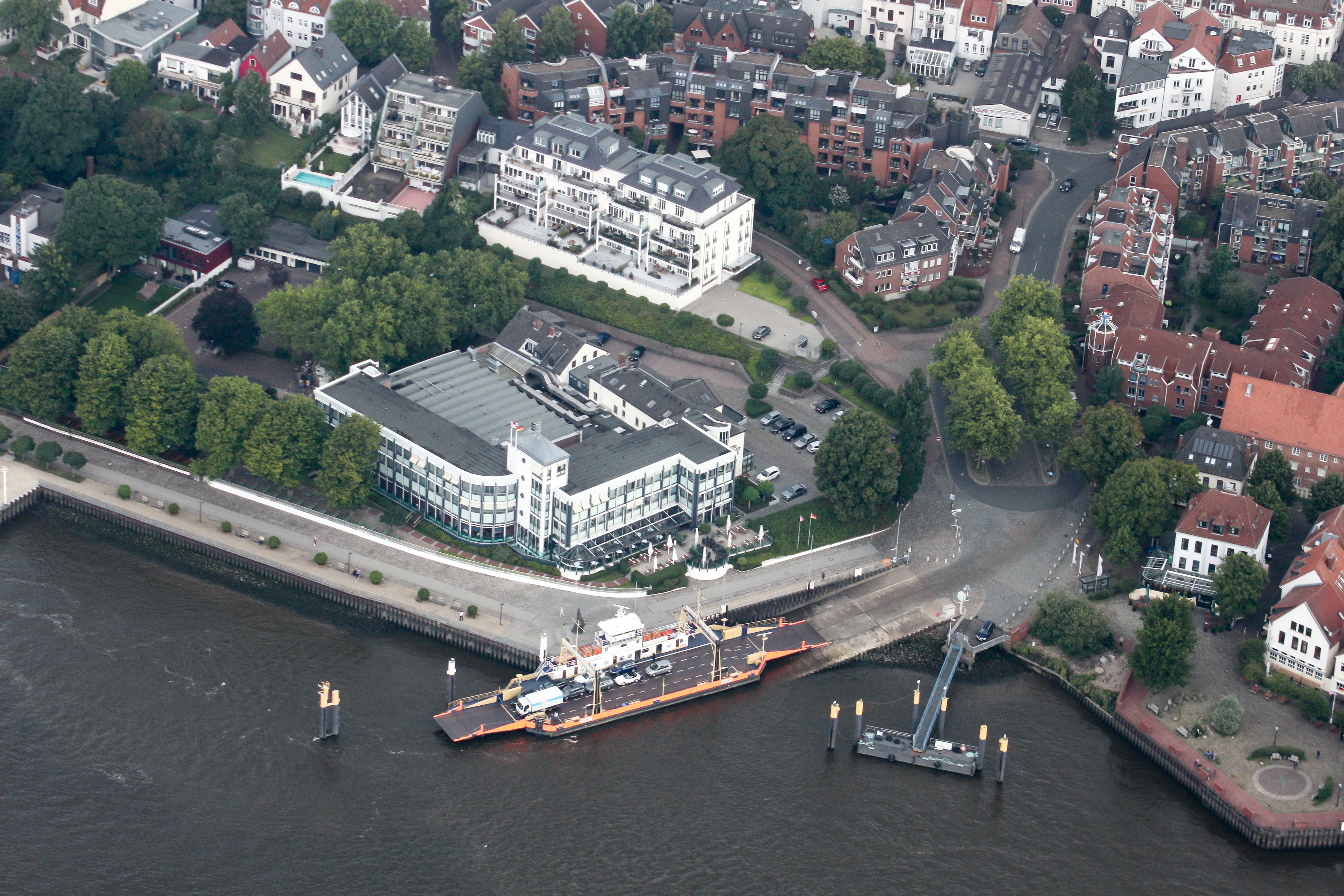
Vorne: Strandlust

Das Etablissement Strandlust wurde 1898 von der Sparkasse Vegesack auf Veranlassung von Friedrich Rohr gegründet. Entstanden ist der Bau nach Plänen von Hugo Weber und Ludwig Klingenberg auf dem Grundstück der früheren Werft von Jürgen Sager und seinem Sohn Peter Sager, die bis 1869 bestand. Die Sparkasse Bremen übernahm später das Gebäude, das verpachtet, mehrfach erweitert, saniert und umgebaut wurde. Im Haus waren mehrere Hallen und ein Musikpavillon. Es wurde umgeben von einer großzügigen Gartenanlage mit Gartenpromenade und Strand.
1964 fand der Hotelneubau für nun 46 Hotelzimmer statt. In dem nunmehr dreigeschossigen Gebäude mit einem fünfgeschossigen turmartigen Teil und Anbauten sind ältere Bauelemente im Foyer erhalten.

2000 wurde der Komplex an die Bremer Zech Group und Joachim Lindemann verkauft. 2006 kaufte der ehemalige Fleischfabrikant Karl Könecke sen. die Strandlust. Der Pächter musste coronabedingt im März 2020 Insolvenz anmelden. Hoffnung auf die Wiederbelebung entstanden Anfang 2022, als der Bremer Senat und die Könecke Erben eine Absichtserklärung unterzeichneten, die einen Abriss und Neubauten auf dem Gelände vorsieht. Mit Max Zeitz wurde Anfang des Jahres 2022 ein Investor gefunden. Hotel und Restaurant wurden seither mit wechselnden Pächtern weiter betrieben. 

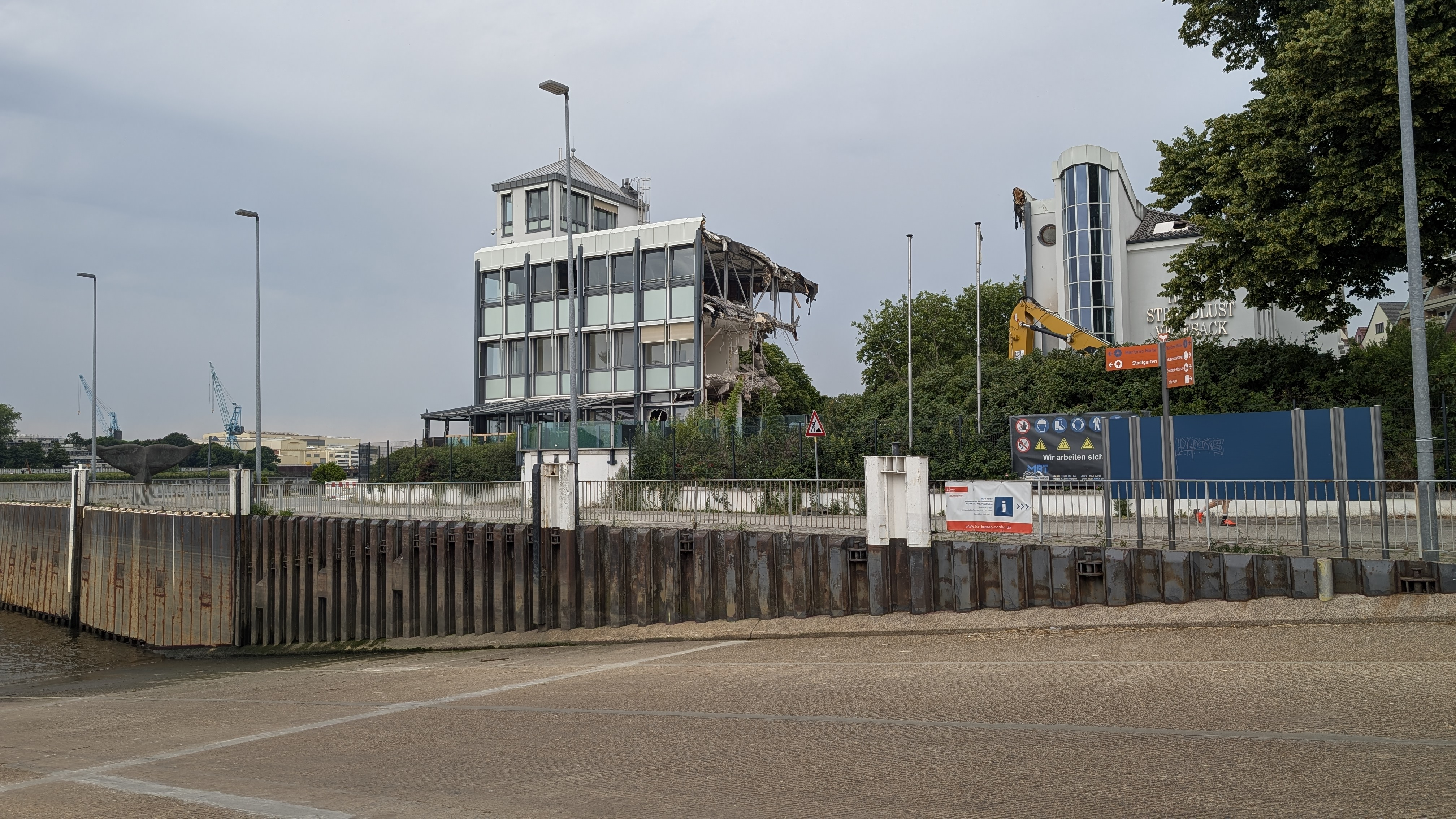
Abrissarbeiten an der Strandlust Vegesack im Juni 2025

Im Sommer 2023 wurde ein Architektenwettbewerb gestartet, der am Beginn einer Umstrukturierung und Neubebauung des Areals stehen soll. Das Ergebnis des Wettbewerbs wurde am 19. Dezember 2023 verkündet. Seit Bekanntwerden der Umgestaltungsideen Anfang 2022 regt sich aus verschiedensten Gruppen der Bevölkerung Widerstand gegen die bisher bekannten Pläne.
Mitte 2025 wurde der gesamte Gebäudekomplex abgerissen. Auf dem Strandlust-Grundstück wird die "Neue Strandlust" entstehen, ein Mix aus Wohnbebauung und gastronomischen Angeboten.